# Nogomet na Mediteranskim igrama 1951.
Nogomet je uvršten u program prvih Mediteranskih igara u Aleksandriji 1951.

## Turnir
| Nadnevak      | 1. momčad | Ishod | 2. momčad |
| ------------- | --------- | ----- | --------- |
| 14. listopada | Grčka     | 4 : 0 | Sirija    |
| 16. listopada | Egipat    | 8 : 0 | Sirija    |
| 18. listopada | Egipat    | 0 : 2 | Grčka     |

|    | Tablica | I | Pob. | Ner. | Por. | Pos. P | Prim. P | RP  | Bodovi |
| -- | ------- | - | ---- | ---- | ---- | ------ | ------- | --- | ------ |
| 1. | Grčka   | 2 | 2    | 0    | 0    | 6      | 0       | +6  | 4      |
| 2. | Egipat  | 2 | 1    | 0    | 1    | 8      | 2       | +6  | 2      |
| 3. | Sirija  | 2 | 0    | 0    | 2    | 0      | 12      | -12 | 0      |